# Sarkis Barseghian
Pour les articles homonymes, voir Barseghian.
Sarkis Barseghian (arménien : Սարգիս Բարսեղեան), aussi connu sous le pseudonyme de Shamil (Շամիլ), né Lévon Odabatchian (Լեւոն Օտապաշեան) en 1875 à Gədəbəy et mort dans les environs d'Ankara en 1915, est un homme politique arménien, figure de la Fédération révolutionnaire arménienne.

## Biographie
Lévon (ou Boghos) Odabatchian naît en 1875 à Gədəbəy, en Azerbaïdjan actuel. Il réside dans sa jeunesse à Gandja.
Il va à l'école Nersissian de Tbilissi puis continue ses études en histoire à l'Université de Genève à partir de 1898. Il prend à cette époque le pseudonyme de Sarkis Barseghian, en particulier dans la presse arménienne où il écrit. Il finit par les abandonner pour se rendre à Tbilissi en 1899 puis à Bakou en compagnie de Christapor Mikaelian, l'un des fondateurs de la Fédération révolutionnaire arménienne (FRA), à l'appel de ce dernier, ville où il participe à des distributions de brochures d'information à destination des travailleurs arméniens. Il devient l'un des organisateurs des ouvriers arméniens de la ville.
En 1904, mené par Christapor Mikaelian, Sarkis Barseghian prend part à l'opération « Tempête » (Փոթորիկ, Potorig) à Chouchi, pour laquelle il est arrêté par les autorités tsaristes. Sur le chemin de la prison, des camarades d'armes attaquent les gardes accompagnant les prisonniers, libèrent ces derniers et saisissent armes et munitions. En 1905, il participe ensuite à la guerre arméno-tatare.
Il est ensuite envoyé à Van, où il est une figure combattante et propagandiste de la FRA (raison pour laquelle il se fait surnommer « Sarkis de Van » / « Վանի Սարգիսը » à l'image de son ami « Ichkhan de Van »). À partir de 1908, il continue son action dans la région de Garin (aujourd'hui Erzurum) où il assiste Rostom.
En 1909, Sarkis Barseghian s'installe à Constantinople, y devient l'un des leaders de la FRA de la ville et épouse Berdjouhi Bardizbanian, l'une des étudiantes de Rostom,. Ils ont ensemble un fils, Armen (1914-2003).
Il se rend ensuite dans la région de Van et y est inspecteur des écoles ; il tient aussi ce rôle à Guirasson (peut-être Giresun).
Il est l'un des fondateurs du journal Ashkhadank (Աշխատանք).
Il rentre à Constantinople en 1913. Il retourne brièvement à Erzerum pour le 8e Congrès de la FRA, lors duquel il est élu membre du bureau chargé de la capitale ottomane.
Il est arrêté en mars 1915 et exécuté le 30 avril par les autorités ottomanes au tout début du génocide arménien,.

## Descendance
Son arrière-petite-fille Jeanne Barseghian est l'actuelle maire de Strasbourg.